# Amerila femina
Amerila femina là một loài bướm đêm thuộc phân họ Arctiinae, họ Erebidae.